# PlayStation Classic
PlayStation Classic（プレイステーション クラシック、略称: PS Classic）は、1990年代に発売された家庭用ゲーム機PlayStation（PS）の復刻版で、ソニー・インタラクティブエンタテインメント（略: SIE）が2018年12月3日（24周年記念）に世界同時発売した。

## 概要
1994年に発売された初代PlayStationの復刻版で、同ゲーム機と外見はほぼ同じだが小型化されている。また、ソフトは元々20本が内蔵（日本版と国外版で収録タイトルは一部異なる）され、追加などはできない。初週売上台数は12万台である。
各国のレイティングはCERO：D（17才以上対象）、ESRB：M（17歳以上）。希望小売価格 : 9980円 [税別]。
コントローラーの入力遅延やゲームの画質などの問題もあってか、2019年7月にはベスト・バイやAmazon.comで24.99ドル（当初価格の約1/4）で投げ売りされるなど、同時期に発売された縮小復刻ゲーム機としては異例の不人気機種となった。

## ハードウェア
コントローラ端子を2つ備えており、専用コントローラが2つ同梱される。コントローラは初期型（日本で当時販売されたものよりグリップが若干長い）でありアナログスティックおよび振動機能（DUALSHOCK）は無い。映像出力用にHDMI端子があり、HDMIケーブルも同梱される。電源はマイクロBタイプのUSB端子から給電し、マイクロBタイプのUSBケーブルが同梱される、ただし、ACアダプタは付属されていないため、スマートフォンの急速充電などに使われる5V/1.0A/5W以上の出力ができるUSBのAコネクタに電源供給が可能なアダプターが必要となる。なお前面にメモリーカードスロット、背面にパラレル入出力端子のカバーを模した突起があるが、これは初代モデルのデザインを再現したものであり実際にはスロットや端子はない。
エミュレーションにはオープンソースのエミュレータ、PCSXのReARMed branchが採用された。
出力解像度は720p/480pで、PlayStation 3での初代PSソフト使用時と同程度のアップコンバートがかかる。ロード時間は実機と同程度。
ゲームのセーブデータは本体内にある仮想メモリーカードを使用する（各ゲーム毎に分かれているが、日本版に収録されている『アークザラッド』のみ『I』と『II』で共用）各ゲーム毎に15ブロック分のセーブが可能。ほか、ゲームを中断したい時にリセットボタンを押すことで、プレイ状況を保存すると同時にメイン画面に戻る。ゲーム毎に中断・再開ポイントが1つ設定できる。

## 仕様
- 型名：SCPH-1000RJ
- 映像出力：720p、480p
- 音声出力：リニアPCM
- 入出力端子：HDMI端子 / USB端子 (Micro-B) / コントローラー端子×2
- 電源：DC 5V / 1.0A
- 外形寸法：約149×33×105mm (幅×高さ×奥行き)
- 本体重さ：約170g
- コントローラー重さ：約140g[6]

設定からは、言語の選択や省電力設定を始め、スクリーンセーバーを有無を設定したりなどのカスタマイズが可能。省電力設定をオンにすれば、操作をしない時間が60分続くと自動的に電源が切れる。また、本体の初期化も設定から行える。

## 収録ソフト
世界共通で収録されるタイトルと地域ごとに異なるタイトルが含まれる。以下日本版および国外版に収録されるタイトルを掲載する。
★は日本版に収録されているタイトルのうち、日本国内でゲームアーカイブス版が未配信のタイトル。
| タイトル                                               | 日本国外版タイトル            | 日本発売日     | 日本発売元                             | 備考         |
| ------------------------------------------------------ | ----------------------------- | -------------- | -------------------------------------- | ------------ |
| アークザラッド                                         | Arc the Lad                   | 1995年6月30日  | ソニー・コンピュータエンタテインメント | 国外版未収録 |
| アークザラッドII                                       | Arc the Lad II                | 1996年11月1日  | ソニー・コンピュータエンタテインメント | 国外版未収録 |
| アーマード・コア                                       | Armored Core                  | 1997年7月10日  | フロム・ソフトウェア                   | 国外版未収録 |
| R4 -RIDGE RACER TYPE 4-                                | R4: Ridge Racer Type 4        | 1998年12月3日  | ナムコ                                 |              |
| I.Q Intelligent Qube                                   | Intelligent Qube              | 1997年1月31日  | ソニー・コンピュータエンタテインメント |              |
| グラディウス外伝★                                      | Gradius Gaiden                | 1997年8月28日  | コナミ                                 | 国外版未収録 |
| XI [sái]                                               | Devil Dice                    | 1998年6月18日  | ソニー・コンピュータエンタテインメント | 国外版未収録 |
| サガ フロンティア                                      | SaGa Frontier                 | 1997年7月11日  | スクウェア                             | 国外版未収録 |
| Gダライアス                                            | G-Darius                      | 1998年4月9日   | タイトー                               | 国外版未収録 |
| ジャンピングフラッシュ! アロハ男爵ファンキー大作戦の巻 | Jumping Flash!                | 1995年4月28日  | ソニー・コンピュータエンタテインメント |              |
| スーパーパズルファイターIIX                            | Super Puzzle Fighter II Turbo | 1996年12月6日  | カプコン                               |              |
| 鉄拳3★                                                 | Tekken 3                      | 1998年3月26日  | ナムコ                                 |              |
| 闘神伝                                                 | Battle Arena Toshinden        | 1995年1月1日   | タカラ                                 |              |
| バイオハザード ディレクターズカット                    | Resident Evil: Director's Cut | 1997年9月25日  | カプコン                               |              |
| パラサイト・イヴ                                       | Parasite Eve                  | 1998年3月29日  | スクウェア                             | 国外版未収録 |
| ファイナルファンタジーVII インターナショナル           | Final Fantasy VII             | 1997年10月2日  | スクウェア                             |              |
| ミスタードリラー                                       | Mr. Driller                   | 2000年6月29日  | ナムコ                                 |              |
| 女神異聞録ペルソナ★                                    | Revelations: Persona          | 1996年9月20日  | アトラス                               |              |
| メタルギアソリッド                                     | Metal Gear Solid              | 1998年9月3日   | コナミ                                 |              |
| ワイルドアームズ                                       | Wild Arms                     | 1996年12月20日 | ソニー・コンピュータエンタテインメント |              |
| クールボーダーズ2 キリングセッション                   | Cool Boarders 2               |                | ウエップシステム                       | 日本版未収録 |
| デストラクション・ダービー                             | Destruction Derby             |                | ソニー・コンピュータエンタテインメント | 日本版未収録 |
| グランド・セフト・オート                               | Grand Theft Auto              |                | シスコンエンタテイメント               | 日本版未収録 |
| エイブ・ア・ゴーゴー                                   | Oddworld: Abe's Oddysee       |                | ゲームバンク                           | 日本版未収録 |
| レイマン                                               | Rayman                        |                | ユービーアイソフト                     | 日本版未収録 |
| サイフォンフィルター                                   | Syphon Filter                 |                | スパイク                               | 日本版未収録 |
| レインボーシックス                                     | Tom Clancy's Rainbow Six      |                | シスコンエンタテイメント               | 日本版未収録 |
| ツイステッドメタル                                     | Twisted Metal                 |                | ソニー・コンピュータエンタテインメント | 日本版未収録 |

## 周辺機器
| 型番        | 名称                | 備考                                                                     |
| ----------- | ------------------- | ------------------------------------------------------------------------ |
| SCPH-1000RJ | PlayStation Classic | 本体                                                                     |
|             | 専用コントローラー  | 本体に2つ同梱。                                                          |
| CUHJ-15002  | HDMIケーブル        | PlayStation 3、PlayStation Vita TV、PlayStation 4と共用。本体に1つ同梱。 |
|             | USBケーブル         | マイクロUSB規格。本体に1つ同梱。                                         |